# Гвасто (Сондрио)
Гвасто је насеље у Италији у округу Сондрио, региону Ломбардија.
Према процени из 2011. у насељу је живело 17 становника. Насеље се налази на надморској висини од 462 м.